# Невежество
Невежеството представлява необразованост и изостаналост. Може да се определи още като отсъствие на знания, образование и култура. В разговорния език може да е синоним на невъзпитание и невежливост.
Невежеството понякога може да се прояви в агресивни действия и вандализъм. Трябва да се отбележи, че невежеството не е характерно само за малообразованите хора, но и за образовани специалисти.
Хората с повърхностни познания по дадена тема или предмет може да са в по-незавидна позиция от хората, които не знаят абсолютно нищо. Както отбелязва Чарлз Дарвин, „невежеството поражда увереност по-често, отколкото знанието“.
Човек, който погрешно вярва, че е информиран, не търси изясняване на своите вярвания, а по-скоро разчита на своята невежествена позиция. Той може също да отхвърли валидна, но противоречива информация, без да осъзнае важността ѝ и без да може да я разбере. Тази концепция е изяснена в работата на Джъстин Крюгър и Дейвид Дънинг „Неквалифицирани без да го осъзнават: как трудностите при разпознаването на собствената некомпетентност водят до надути самооценки“, известен като ефекта на Дънинг – Крюгър.